# Anisobas seyrigi
Anisobas seyrigi är en stekelart som beskrevs av Heinrich 1934. Anisobas seyrigi ingår i släktet Anisobas och familjen brokparasitsteklar. Inga underarter finns listade i Catalogue of Life.